# Les Carabiniers
Les Carabiniers és una pel·lícula franco-italiana de Jean-Luc Godard estrenada el 1963.

## Argument
Les Carabiniers posa en escena dos homes pobres cridats a lluitar a la guerra i que són enganyats prometent-los totes les riqueses del món. Ulysse (Marino Mase) i Michelangelo (Albert Juross) reben del rei del seu país fictici cartes que els atorguen una llibertat completa mentre lluitaran: tindran tot el que desitgen: piscines, Maseratis, dones - i tot a càrrec de l'enemic. Deixen tots dos les seves esposes (Catherine Ribeiro i Geneviève Galéa) i travessen camps de batalla i pobles, destruint i saquejant tot el que troben al seu pas. Conten les seves proeses a les seves dones en targetes postals que els envien, referint els horrors de les batalles. La representació idealista que es feien de la guerra cau a trossos, ja que són sempre pobres i ara ferits. Tornen a casa amb una maleta plena de targetes postals ensenyant esplendors del món per a les quals s'han barallat i els responsables militars els diuen que hauran d'esperar que la guerra acabi per rebre el seu salari. Un dia, el cel explota en focs d'artifici i es precipiten cap a la ciutat, creient que és la fi de la guerra. Però és per saber pels seus superiors que el seu rei ha estat vençut i que tots els criminals de guerra han de ser castigats. I els dos homes llavors són afusellats pels seus crims.

## Repartiment
- Marino Masé: Ulysse
- Albert Juross: Michel Ange
- Geneviève Galéa: Venus
- Catherine Ribeiro: Cléopâtre
- Jean Brassat i Gérard Poirot: els carabiners
- Odile Geoffroy: la revolucionària
- Barbet Schroeder: el venedor de cotxes
- Jean Gruault: el pare del bebè
- Jean-Louis Comolli: el carabiner
- Alvaro Gheri: tercer carabiner
- Catherine Durante: la dona de món
- Jean Monsigny: un carabiner
- Gilbert Servien: un carabiner
- Wladimir Faters: un revolucionari

## Al voltant de la pel·lícula
- Aquesta pel·lícula és dedicada a Jean Vigo.
- Albert Juross, que interpreta el paper de Michel Ange, és el pseudònim del músic Patrice Moullet, germà del cineasta Luc Moullet.